# Mama Aloko
 (janvier 2018).
Si vous disposez d'ouvrages ou d'articles de référence ou si vous connaissez des sites web de qualité traitant du thème abordé ici, merci de compléter l'article en donnant les références utiles à sa vérifiabilité et en les liant à la section « Notes et références ».
Pour plus de détails, voir Fiche technique et Distribution.
Mama Aloko est un film franco-béninois de Jean Odoutan, sorti en 2002.

## Synopsis
Mama Aloko tient un restaurant africain rue Sainte-Marthe, à Paris dans le quartier de Belleville. Elle y vend des alokos’’.

## Fiche technique
- Titre : Mama Aloko
- Réalisation : Jean Odoutan
- Scénario et dialogues : Jean Odoutan
- Musique : Jean Odoutan
- Producteur délégué : Jean Odoutan
- Production : 45 rdlc
- Producteur exécutif : Pierre Constantin
- Directeur de la photographie : Valerio Truffa
- Montage : Deborah Braun
- Chef décorateur : Jean Odoutan et Valerio Truffa
- Costumes : Virginie Lecomte
- Assistant réalisateur : Séverine Cappa
- Ingénieur du son : Jérôme Ayasse
- Distribution : 45rdlc (France)
- Pays :  France
- Durée : 90 minutes
- Genre : comédie dramatique
- Date de sortie : 23 janvier 2002 en France

## Distribution
- Laurentine Milebo : Mama Aloko
- Jean Odoutan : Jean
- Antoine Champême : Godefroy
- Michel Barbey : l'Ecrivain raté
- Stéphane Soo Mongo : Coffi le Béninois
- Pascal Jaubert : David le Métis
- Vichéka Oum : L'Asiatique
- Jo'Anna Gincaterina : La Punk à la Souris
- Annelise Calvez : Cécilia
- Mata Gabin : Eve
- Gigi Ledron : Sister Beautiful Legs
- Claudia Tagbo